# Бесконечный шторм
«Бесконечный шторм» (англ. Infinite Storm) — американский художественный фильм 2022 года режиссёра Малгожаты Шумовской и оператора Михала Энглерта (также указан как сорежиссёр). Сценарий Джоша Роллинза основан на статье Тая Ганье «High Places: Footprints in the Snow Lead to an Emotional Rescue» и повествует о реальной истории Пэм Бэйлс, медсестры и горного проводника, спасшей незнакомца во время снежного шторма в горах. В главных ролях Наоми Уоттс и Билли Хоул.

## Сюжет
Действие происходит в районе Уайт-Маунтинс. Ранним ноябрьским утром одинокая немолодая женщина по имени Пэм выходит из дома, собравшись для горного похода. Она заходит в безлюдное кафе, с владельцем которого Дэйвом давно знакома. Тот беспокоится за Пэм, поскольку позже в этот день прогнозируют снегопад, а ночью резкое понижение температуры. Однако Пэм продолжает свой путь: на машине она доезжает до стоянки, где разговаривает с молодой парой, только что спустившейся с гор. Они говорят, что наверху очень холодно, и уезжают. Кроме машины Пэм на стоянке остаётся одна неизвестная машина.
На протяжении нескольких часов Пэм идёт вверх по горе Вашингтон, за это время погода портится, начинается снег и сильный ветер. В какой-то момент Пэм слышится крик вдали, но она никого не видит. В месте, где среди ёлок намело много снега, Пэм проваливается вниз, и ей не сразу удаётся выбраться. Когда она теряет сознание после падения, в её сознании всплывают картины прошлого: она дома с двумя маленькими девочками. Выбравшись из ямы, Пэм продолжает путь и внезапно видит следы и сидящего на гребне горы человека. Это оказывается легко одетый полузамёрзший мужчина, который не отвечает Пэм. Она решает называть его Джоном, отогревает его и ведёт вниз. Из-за того, что дует сильный ветер, идёт снег, а Джон постоянно падает, путь занимает несколько часов. При переходе через реку Джон падает в воду, и Пэм решает, что он утонул, но ниже по течению она находит его. Полностью выбившись из сил, уже ночью они достигают стоянки. Пэм приглашает Джона сесть в машину, но тот резко бросается к другой машине и уезжает.
Через несколько дней Пэм слышит в программе новостей, что молодой человек, сохранивший анонимность, сообщил, что ему спасла жизнь женщина по имени Пэм, работающая спасателем и горным инструктором в Уайт-Маунтинс. Статья о Пэм появляется в газете. К ней приходит журналист, который предлагает Пэм попробовать найти «Джона». Через некоторое время в кафе Дейва Пэм и Джон встречаются. Джон говорит, что пришёл на гору в отчаянии, чтобы найти умершую женщину (видимо, его жену), однако вместо этого встретил Пэм. Пэм признаётся, что много лет назад она потеряла двух дочерей из-за утечки газа, и с тех пор так и не пришла в себя. Однако на вопрос Джона о том, может ли это состояние когда-то кончится, она говорит, что её спасает природа, которая представляет собой «бесконечную бурю красоты».
Фильм заканчивается новым походом Пэм в горы, где она любуется пейзажем, и титрами о том, что в реальности встреча с «Джоном» помогла Пэм Бэйлс вернуться к жизни и воспитать четырёх детей.

## В ролях
- Наоми Уоттс — Пэм Бэйлс
- Билли Хоул — Джон
- Денис О’Хэр — Дейв
- Паркер Сойерс — Патрик

## Производство
В феврале 2021 года стало известно, что Наоми Уоттс, Софи Оконедо, Билли Хоул, Денис О’Хэр и Паркер Сойерс присоединились к актёрскому составу фильма, а Малгожата Шумовска и Михал Энглерт выступят режиссёрами проекта. Уоттс также выступит в качестве продюсера фильма: кинокомпания Bleecker Street станет дистрибьютером фильма в Соединенных Штатах, а Sony Pictures Worldwide Acquisitions — в мировом прокате.
Съёмки начались 1 февраля и завершились 1 мая 2021 года.